# Krapéwiwiri
Krapéwiwiri (Batis maritima) is een tweehuizige, altijdgroene vetplant die hangende of oprijzende stammen van een meter lang vormt. De plant kan een struikje worden. De plant is houtvormend. Het hout vertoont geen groeiringen, maar bevat vezelige tracheïden.
Het verspreidingsgebied ligt in tropisch en subtropisch Amerika: vanaf Brazilië noordelijk tot de zuidelijke staten van de Verenigde Staten en Californië. Op Hawaï wordt het als een schadelijk onkruid beschouwd. De plant is daar al vóór 1859 geïntroduceerd en is er een invasieve soort.
De plant is een halofyt en is plaatselijk talrijk in zoutmoerassen of aan de kust en aan oevers van zeearmen. De bloemen zijn klein en onaanzienlijk. Ze zijn groen van kleur. In Californië bloeien ze in het voorjaar, elders het hele jaar door. De bloemen worden door de wind bestoven. De zaden drijven op het water en worden erdoor verspreid. De vrucht is eerst vlezig, maar wordt spons- en kurkachtig en kan tot twee weken op water blijven drijven. Daarna komen de zaden vrij die zelf ook weer drijven en tot drie maanden in zeewater kiemkracht behouden. Ontkieming lijkt pas plaats te vinden als de zaden land bereikt hebben. Krapéwiwiri is een C3-plant. Het is een pionierplant die plekken waar de mangroven vernield zijn, bijvoorbeeld door een orkaan, snel kan koloniseren en de bodem stabiliseren.
Op de Galapagoseilanden is het een lievelingskostje voor de grote zeeleguanen die daar leven. De plant is daar waarschijnlijk op natuurlijke wijze, via stormen bijvoorbeeld, beland. In Californië is de plant een waardplant voor een aantal vlindersoorten, zoals Ascia monuste en Brephidium exilis. In Suriname komt de plant veel aan de mangrovekust voor en wordt er gegeten door de vele watervogelsoorten die daar foerageren, zoals de zwartbuikfluiteend. Lagunes die door springvloedwater gevoed worden met sediment raken er geleidelijk begroeid. Eerst met Sesuvium portulacastrum (zeepostelein), daarna door krapéwiwiri en ten slotte door Sporobolus virginicus (virginiagras).

## Aanpassingen
De plant groeit in een biotoop met grote veranderingen in saliniteit. In de regentijd kan het water bijna zoet zijn, in de droge tijd is het veel zouter. De plant heeft een aantal aanpassingen om in zulke omstandigheden te kunnen overleven. Het is een vetplant die (zoet) water kan opslaan in zijn weefsels. In tegenstelling tot xerofytische vetplanten die in droge streken voorkomen en die meestal CAM-planten zijn, is het een C3-plant. De plant heeft een vrij oppervlakkig wortelstelsel en slaat ionen op in zijn weefsels om voldoende osmotische druk op te bouwen. Anders zou het zoute water de plant uitdrogen. De plant slaat meer chloorionen op dan natriumionen. Er is weinig verschil in fotosynthetische activiteit tussen de regentijd en de droge tijd.
| Omstandigheden | Osmolaliteit (osmol/kg) | [Cl-](mol/L) | [Na+](mol/L) | [K+](mol/L) |
| -------------- | ----------------------- | ------------ | ------------ | ----------- |
| Regentijd      | 1,69-1,76               | 0,662-1,08   | 0,509-0,661  | 0,026-0,057 |
| Droge tijd     | 2,42-2,95               | 1,060-1,409  | 0,922-1,253  | 0,007-0,045 |

## Gebruik door de mens
De plant is eetbaar en wordt in salades verwerkt. Maar in grote hoeveelheden is de plant toxisch. De bladeren kunnen ook gekookt worden en gezeefd om de vezels te verwijderen en er een puree van te maken. De wortels bevatten een zoet sap. De plant kan voor de bereiding van potas en daarmee voor zeep- of glasvervaardiging gebruikt worden. Het zaad bevat een olie die rijk is aan antioxidanten, en de plant bevat vrij veel eiwitten.

## Beeldgalerij

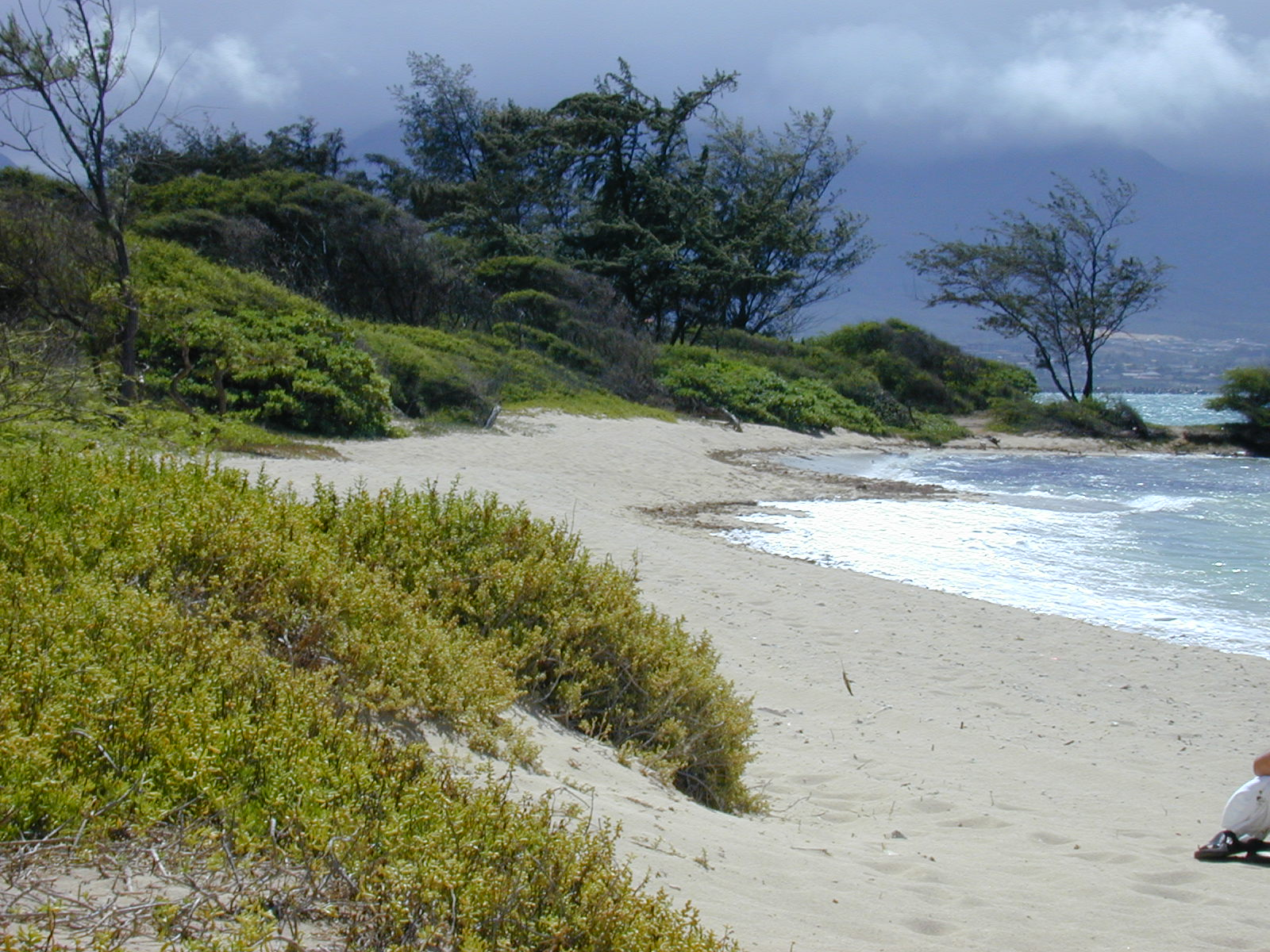
Op het strand in Hawaï
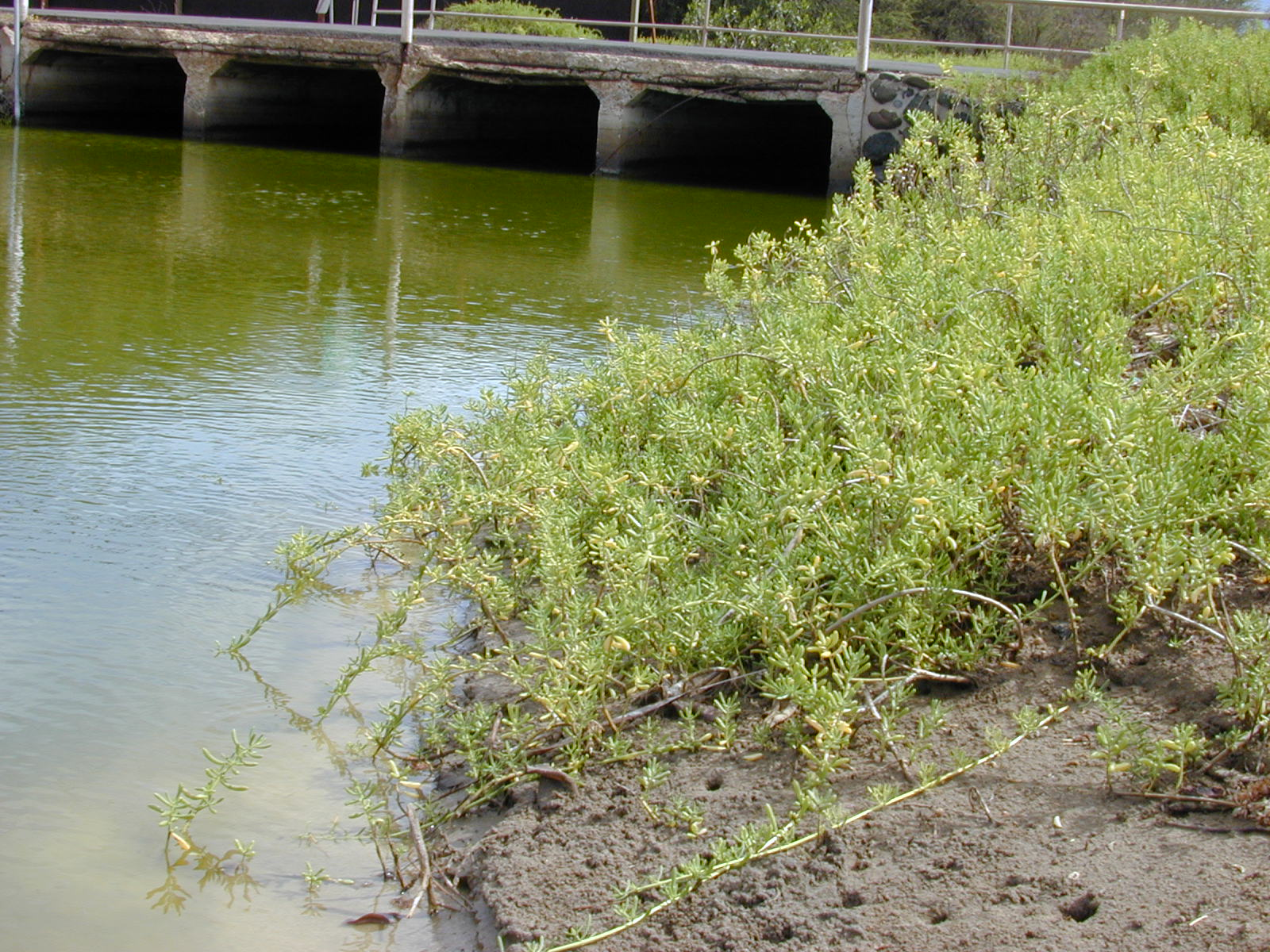
Aan de waterkant op Maui
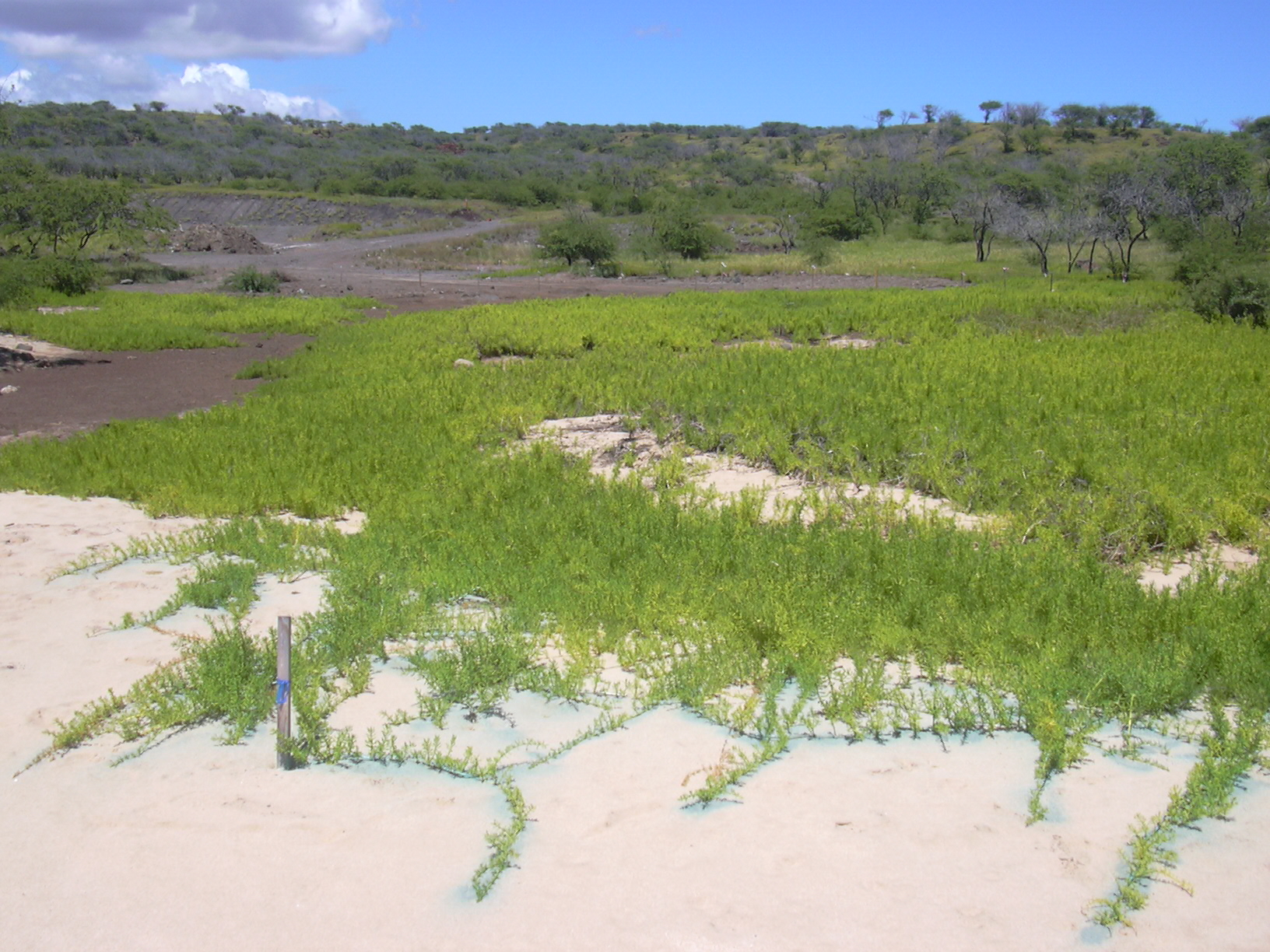